# 莫特维尔
莫特维尔（法語：Motteville，法語發音：[mɔtvil]），法国西北部市镇，位于诺曼底大区滨海塞纳省，隶属于鲁昂区，其市镇面积为8.68平方公里，2022年1月1日时人口数量为768人，在法国城市中排名第12,007位。
莫特维尔位于滨海塞纳省中部，是一个区域性的中心市镇，A29高速公路、巴黎－勒阿弗尔铁路和多条公路在此交汇

## 地名来源
和法国很多地方的“Motte”不同，此处的“莫特”并非来源于法语单词“Motte”，而是来源于日耳曼人物“Helmold”，后者为当地历史上的一名领主。

## 历史
莫特维尔历史上长期为一处普通村落，法国大革命后，莫特维尔成为滨海塞纳省的一个市镇。工业革命期间，巴黎－勒阿弗尔铁路由此通过并设站。

## 地理

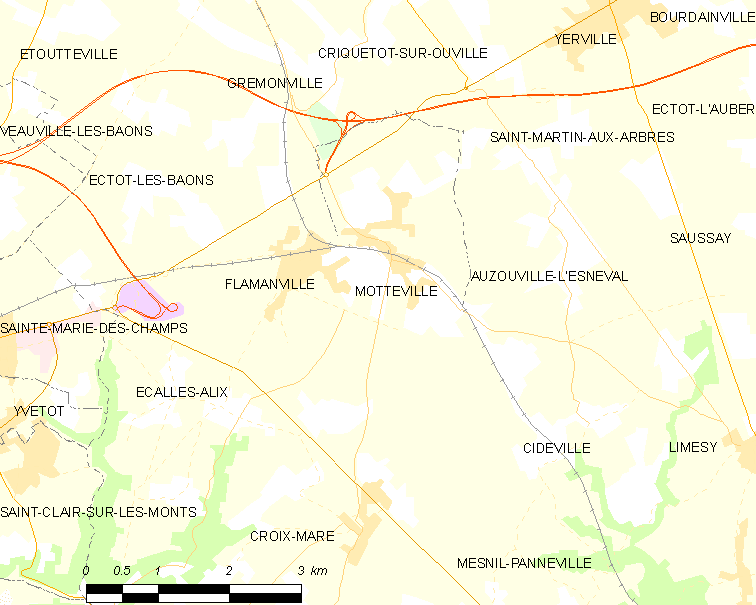
莫特维尔市镇范围地图

莫特维尔位于法国西北部，诺曼底大区东部和滨海塞纳省中部，距离省会鲁昂大约31公里。与莫特维尔接壤的市镇包括：欧祖维尔莱讷瓦勒、克里克托叙乌维尔、克鲁瓦马尔、弗拉芒维尔、格雷蒙维尔、梅尼勒-帕讷维尔、圣马丹欧萨布尔。

### 地形
莫特维尔位于科地区丘陵腹地，境内以平原为主，市镇中心地势较为平坦，全境海拔在135到157米之间。

### 水文
莫特维尔属于塞纳河流域，其境内无大型天然水域。

### 植被
莫特维尔属于温带阔叶混交林区，林地零星分布于市镇范围内的多个区域。
在鲜花城市的评比中，莫特维尔暂未被评级。

### 气候
莫特维尔在柯本气候分类法中属于温带海洋性气候。

## 行政区划
莫特维尔是法国诺曼底大区滨海塞纳省的一个市镇，编号为76456。莫特维尔隶属于鲁昂区、滨海塞纳省第十选区以及耶维尔县，同时也是科高原市镇公共社区的组成部分。
法国国家统计与经济研究所（简称）在进行数据统计时，将包括莫特维尔在内的周边共277个市镇划为鲁昂城市区。自2020年起，鲁昂城市区被包含317个市镇的鲁昂城市辐射区代替。此外，还将莫特维尔市镇整体看作一个“块区”（IRIS）。

## 交通

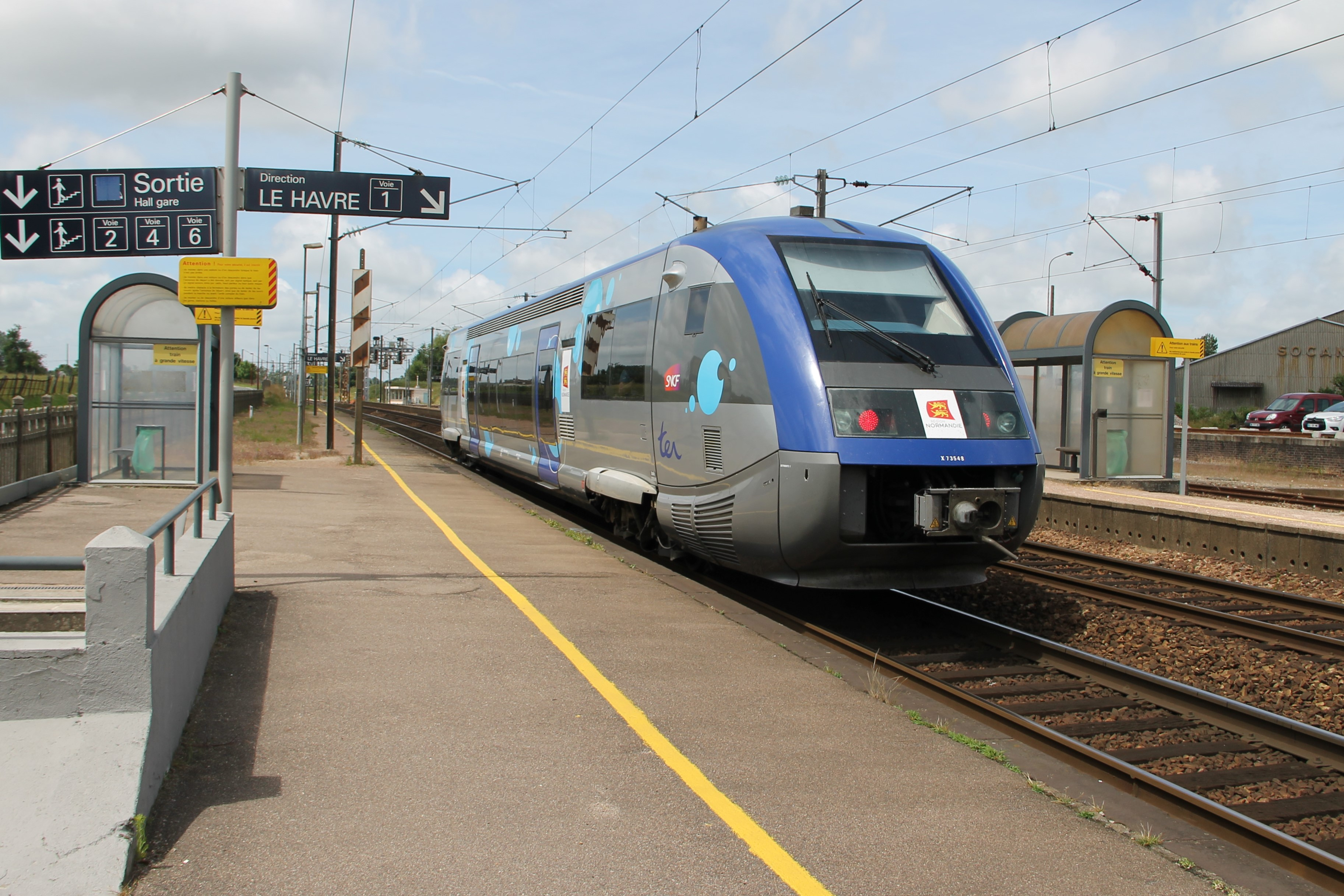
莫特维尔火车站停靠的一辆区域列车

### 公路
法国A29高速公路经过莫特维尔市区北部，通过9号出入口连接市区；另有A150高速公路经过市区南部但未设出入口，此外多条滨海塞纳省省道在莫特维尔境内交汇。
2017年，85.8%的莫特维尔家庭拥有至少一辆私人汽车。2019年，莫特维尔境内共发生各类交通事故1起，造成1人受伤。

### 铁路
莫特维尔位于巴黎－勒阿弗尔铁路上。莫特维尔站位于市区中部，停靠往返于鲁昂和勒阿弗尔一线的区域列车。

### 航空
距离莫特维尔最近的民用航空站为勒阿弗尔机场，距离莫特维尔市中心的公路里程约67公里。

### 城市公共交通
截至2021年8月，莫特维尔暂无城市公共交通系统。

## 政治

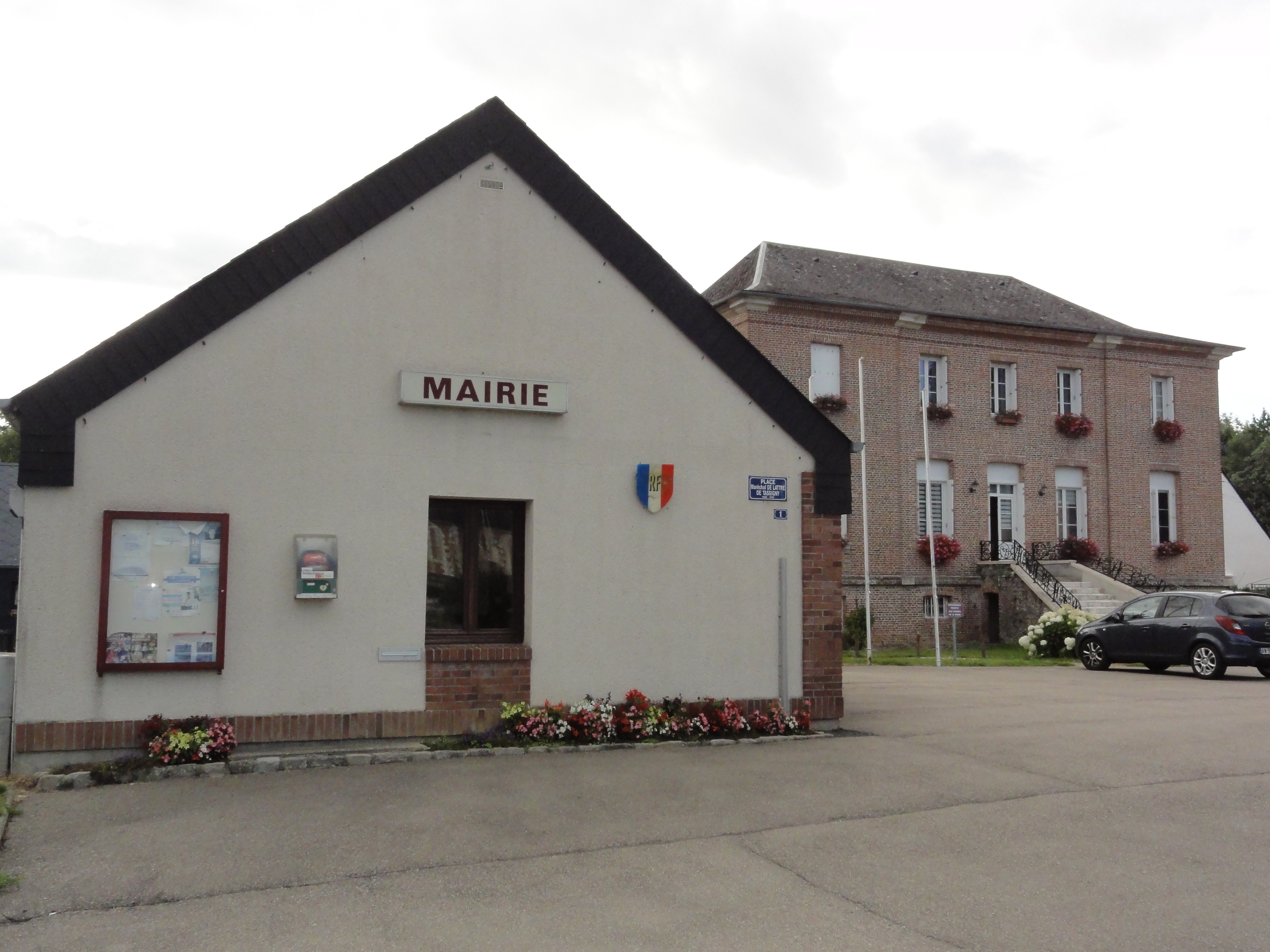
莫特维尔市政厅

莫特维尔的现任市长为埃里克·阿尔堡先生（Eric Halbourg），他是一名无党派人士，在2020年的市政选举中获得了100%的支持率（无其他候选人）。
在2017年的法国总统大选中，法国极右翼政党国民阵线主席玛丽娜·勒庞在莫特维尔获得了56.25%的支持率。

## 人口
2018年，莫特维尔市镇人口数量为778，在法国排名第12,007位。其中男性389人，女性402人，75岁及以上人口占5.7%，外籍人口数量为154人，人口密度为90人/平方公里，当地居民被称为（男性）或（女性）。2019年，莫特维尔境内出生7人，死亡人口3人。
| 年份   | 1936 | 1946 | 1954 | 1962 | 1968 | 1975 | 1982 | 1990 | 1999 | 2004 | 2009 | 2014 | 2018 |
| ------ | ---- | ---- | ---- | ---- | ---- | ---- | ---- | ---- | ---- | ---- | ---- | ---- | ---- |
| 人口數 | 550  | 534  | 593  | 553  | 604  | 620  | 666  | 706  | 730  | 720  | 752  | 791  | 778  |

## 经济
截止2021年8月，莫特维尔共有90家用人单位或自雇。

## 财政收入
2019年，莫特维尔的财政收入总额为613,330欧元，财政支出总额为449,890欧元，当年的债务总额为407,160欧元。2020年，莫特维尔共获得143,036欧元的国家财政补助，比上一年减少了0.01%。
2019年，莫特维尔的家庭平均月收入总额为2,203欧元，低于法国平均水平（2,318欧元）。
2017年，莫特维尔境内的青壮年（15至64岁）失业率为8.8%，当地47.7%的家庭拥有纳税资格，平均纳税2,678欧元，低于法国平均水平（3,888欧元）。

## 社会事务

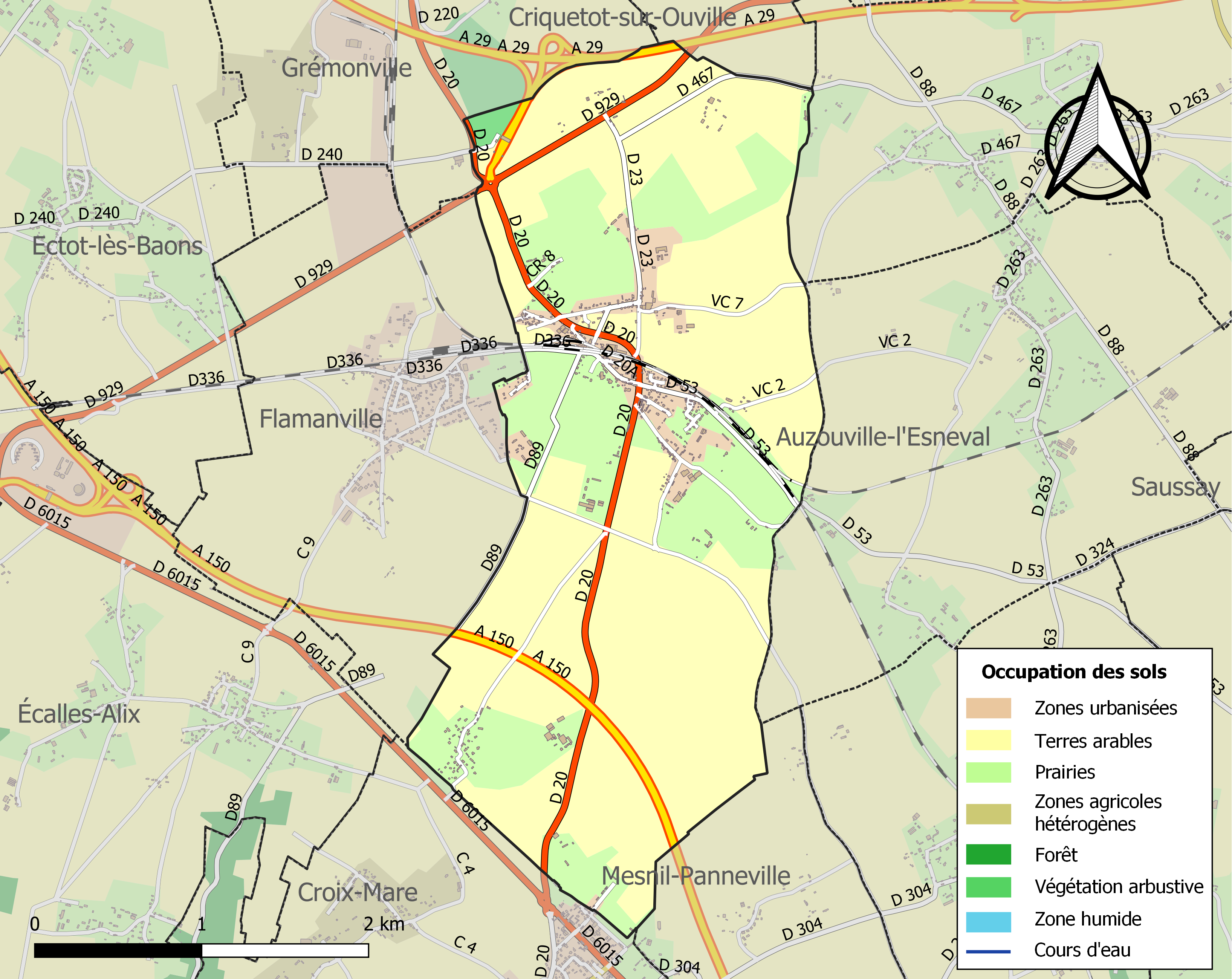
莫特维尔土地利用情况地图

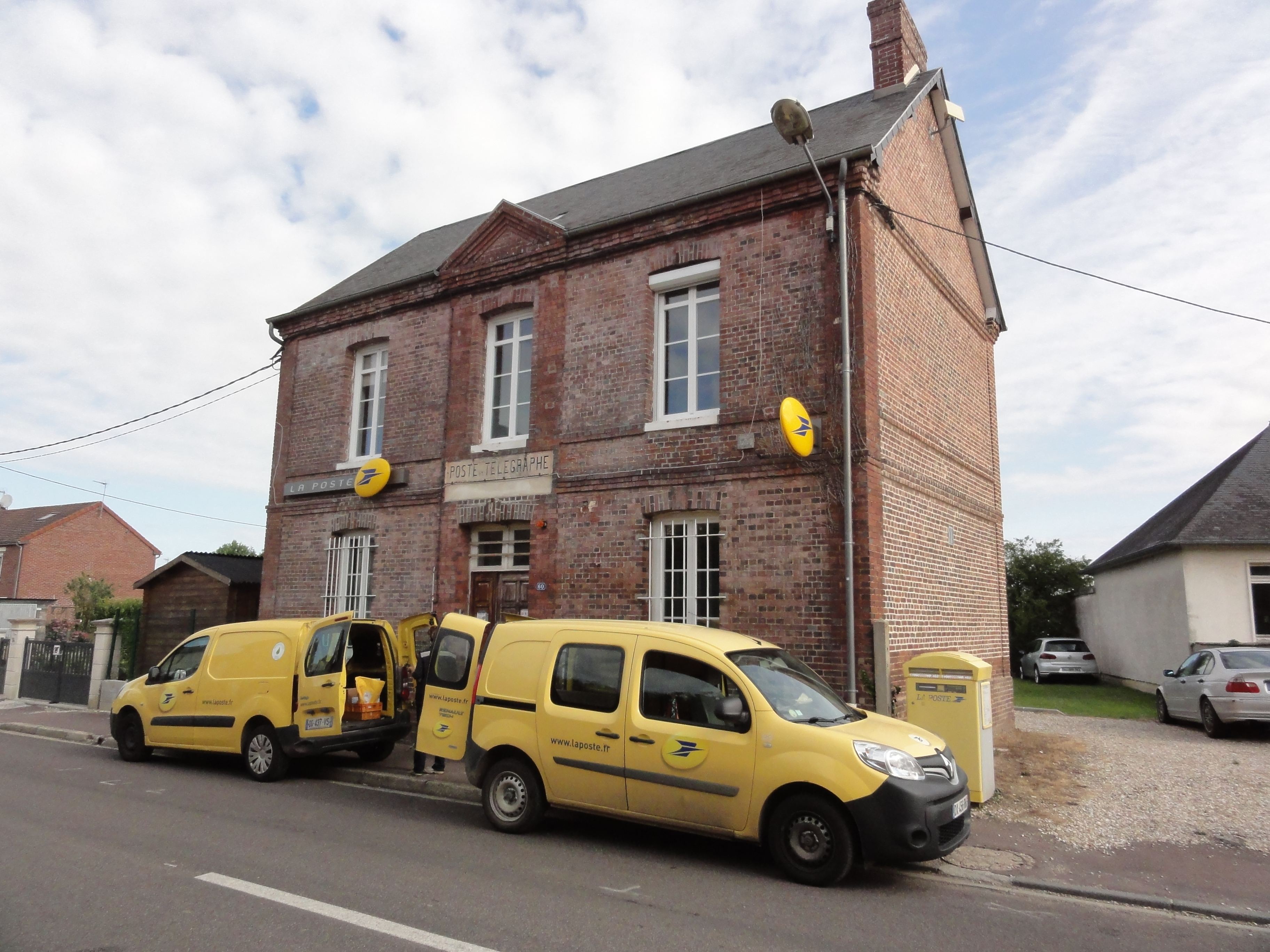
莫特维尔邮局

### 教育
莫特维尔属于鲁昂学区。截止2019年1月1日，莫特维尔境内暂无任何教育设施。

### 医疗
截止2019年1月1日，莫特维尔境内暂无任何医疗机构及医务人员。
距离莫特维尔最近的区域性医疗机构为“伊沃托中心医院”（Centre Hospitalier d'Yvotot），其主病区位于伊沃托市区，设有床位252个，是当地规模最大的公立综合性医院。

### 住房
2017年，莫特维尔境内共有各类住房339套，其中92.3%为独立式居民区，1.8%为集中式居民区。常住房屋占莫特维尔市镇范围内居民建筑总量的91.2%。
在住房保障政策方面，2017年，莫特维尔境内共有33户家庭获得了住房经济补助，受益人数占总人口数量的4.2%，暂无居民获得房租补助。

### 商业
2019年，莫特维尔境内共有各类实体商铺9家，其中餐厅1家、汽车维修店1家。

### 体育
2019年，莫特维尔境内共有1处足球或橄榄球场以及1处篮球或排球场。
截至2021年7月，莫特维尔-克鲁瓦马尔前进俱乐部（Entente Motteville-Croixmare）是当地唯一的注册足球队，2021至2022赛季参加滨海塞纳省足球联赛。

### 环境
莫特维尔的环境事务由其所属的公共社区负责。2019年，莫特维尔境内暂无污染企业。

### 治安
2014年，莫特维尔及附近地区共发生各类案件2,396起，其中盗窃类案件1,620起，经济类案件207起，毒品交易类案件63起。

## 文化

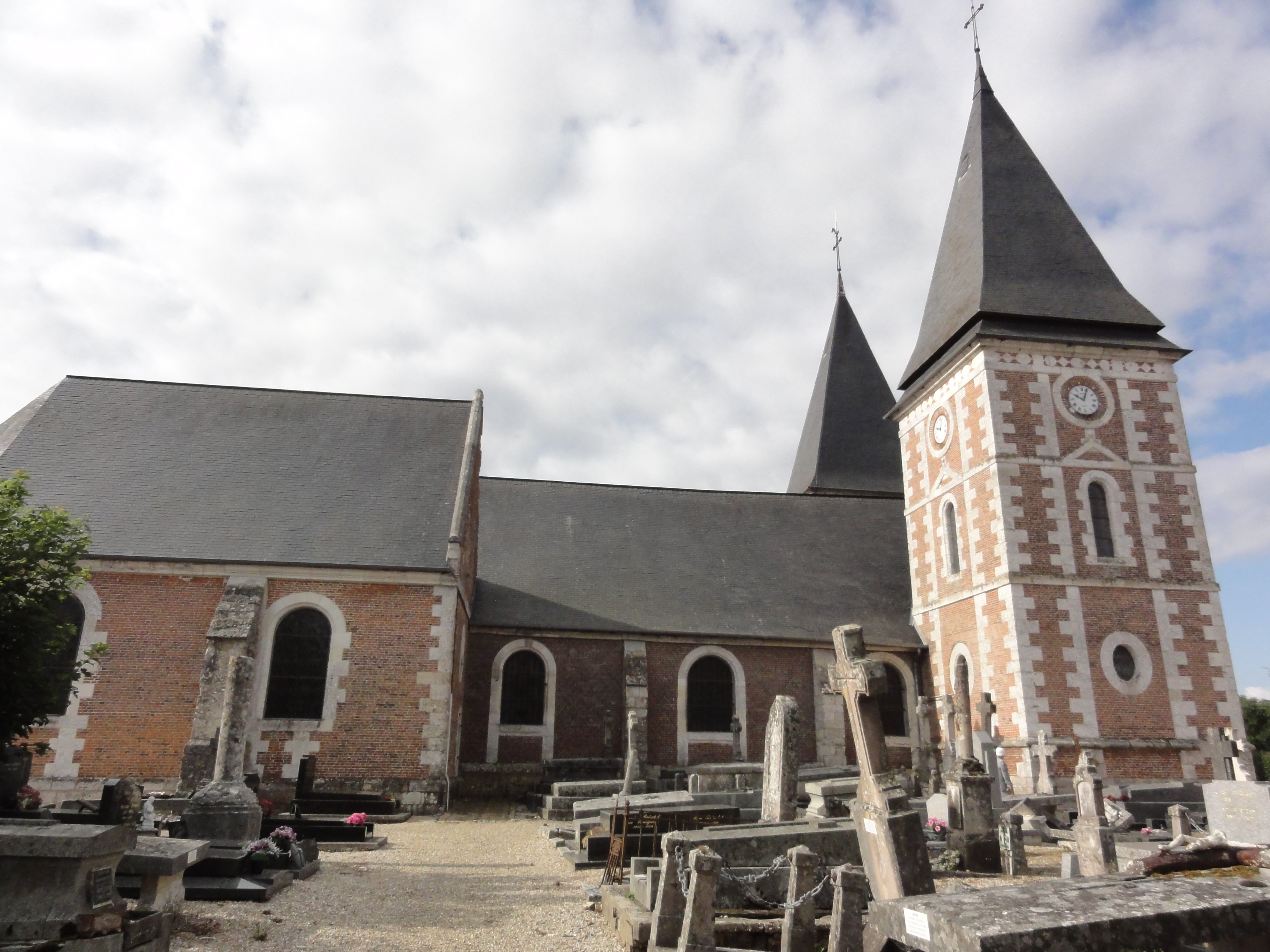
莫特维尔圣米歇尔大教堂

2019年，莫特维尔境内暂无任何文化设施。

### 建筑
莫特维尔境内有多处历史建筑，其中莫特维尔圣米歇尔大教堂为法国国家文物保护单位。

### 旅游
莫特维尔的旅游事务由其所属的公共社区负责。2020年，莫特维尔境内暂无任何游客接待设施。

### 媒体
法国主要的媒体均可在莫特维尔接收，法国电视三台下属的诺曼底大区频道在部分时段播出莫特维尔所属区域的地方新闻。

## 友好城市
截至2021年8月，莫特维尔暂无建立任何友好城市关系。